# Israel Air Force Museum
 (octobre 2012).
Si vous disposez d'ouvrages ou d'articles de référence ou si vous connaissez des sites web de qualité traitant du thème abordé ici, merci de compléter l'article en donnant les références utiles à sa vérifiabilité et en les liant à la section « Notes et références ».
Le musée de l'armée de l'air israélienne, est situé près de Beer-Sheva dans le désert du Néguev.
Le musée a été créé en 1977 et est ouvert au public depuis 1991. Il expose plus de 150 appareils issues de l'armée de l'air israélienne ou étrangers, ainsi que des armes anti-aériennes. La majorité sont exposés en extérieur, les quelques bâtiments abritent les archives de l'armée de l'air et des artéfacts.
L'un des bâtiments est consacré à l'histoire de l'armée de l'air israélienne et présente ses différentes missions ainsi que les opérations spectaculaires qu'elle a menée, telles que le raid d'Entebbe, le raid israélien contre le quartier général de l'OLP à Tunis, ou l'attaque du réacteur nucléaire Osirak en 1981. Il présente aussi les figures historique de l'armée de l’air ainsi que des uniformes.
Certains appareils sont maintenus en état de vol et effectuent régulièrement des démonstrations aériennes.

## Aéronefs exposés[2]

### Aéronefs de l'armée de l'air israélienne

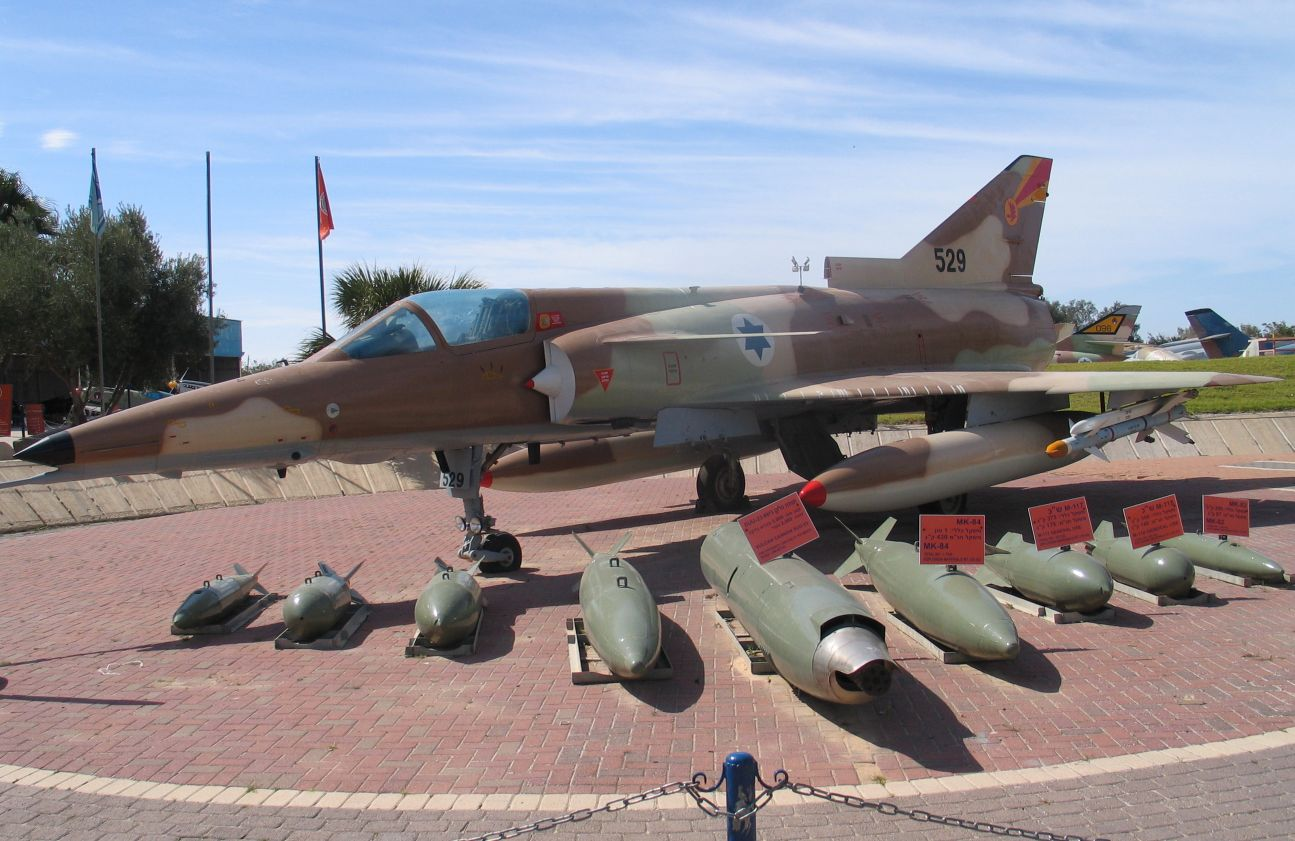
Kfir C2 exposé avec son armement

| - Aérospatiale Alouette II - Aérospatiale Super Frelon - Aérospatiale Super Frelon - Augusta / Bell UH-1 - #002 - Augusta / Bell UH-1 - #026 - Avia S-199 - Beechcraft Queen Air - Bell AH-1G Cobra - Bell AH-1 Cobra - Bell 206 - Boeing KC-97 - #039 Masada - Boeing KC-97 - Boeing 707 - Operation Thunderbolt poste de commandement volant - Boeing 707 - banc d'essai radar - Boeing-Stearman Kaydet - maintenu en état de vol - Britten-Norman Islander - Cessna 172 - Consolidated PBY Catalina - Dassault Mirage III - #158 - Dassault Mirage III - #159, récupéré en Argentine - Dassault Mystère IV - Dassault Mystère IV - #60 - Dassault Ouragan - #49 - Dassault Ouragan - #80 - Dassault Super Mystère B2 - De Havilland Dragon Rapide - De Havilland Tiger Moth - Dornier Do 27 - Dornier Do 28 - Douglas A-4 Skyhawk - Douglas DC-3 - #038 - Fokker S.11 Instructor - Fouga Magister - Fouga Magister - IAI Tzukit variant - General Dynamics F-16 Fighting Falcon - #107 avec 6,5 marque de victoires - Gloster Meteor - #06 - Gloster Meteor - stèle - Gloster Meteor - variante NF-13 - Gloster Meteor - variante NF-13 - Gloster Meteor - #15 - Gloster Meteor - #18 | - General Dynamics F-16A Netz - #107 - Grumman E-2C - #944 - Hughes 500 - IAI Arava - #203 - IAI Kfir - #712 - IAI Kfir TC - #988, Mirage IIIB modifié - IAI Kfir - #529, stèle - IAI Kfir - #451 variante de reconnaissance Prism - IAI Kfir - #310, variante TC-2 - IAI Lavi - IAI Nesher - IAI Westwind - banc d'essai modifié - McDonnell Douglas F-15 Eagle - McDonnell Douglas F-4 Phantom II - #323 - McDonnell Douglas F-4 Phantom II - maquette transparente - McDonnell Douglas F-4 Phantom II - #498, F-4E(S) version de reconnaissance - McDonnell Douglas F-4 Phantom II - Kurnass 2000 #614 - McDonnell Douglas F-4 Phantom II - #229 Super Phantom - McDonnell Douglas F-4 Phantom II - #297, avion d'essai du Manat (en) - McDonnell Douglas RF-4E Phantom II - #485 - McDonnell Douglas F-15A Baz - #695 - North American Harvard - #14 - North American Harvard - #001, maintenu en état de vol - North American P-51D Mustang - North American P-51D Mustang - Nord Noratlas - #045, 4X-FAE - Pilatus PC-6 - Piper Super Cub - Republic RC-3 Seabee - Sikorsky CH-53 - #471 - Sikorsky S-55 - #03 - Sikorsky S-58 - #07 - Socata Trinidad - SNCASO Vautour - #09 Hamashhit (Defiler) - SNCASO Vautour - #33 Big Brother - SNCASO Vautour - #70 Phantomas - Supermarine Spitfire - LF Mk.IXe TE554, The Black Spitfire, ancien avion de l'armée de l'air israélienne 20–57, maintenu en condition de vol - Supermarine Spitfire - LF Mk.IXe SL653, ancien avion de l'armée de l'air israélienne 20-28 - Supermarine Spitfire - F Mk.IXe EN145, ancien avion de l'armée de l'air israélienne 20-78 - Taylorcraft Auster |

### Avions étrangers

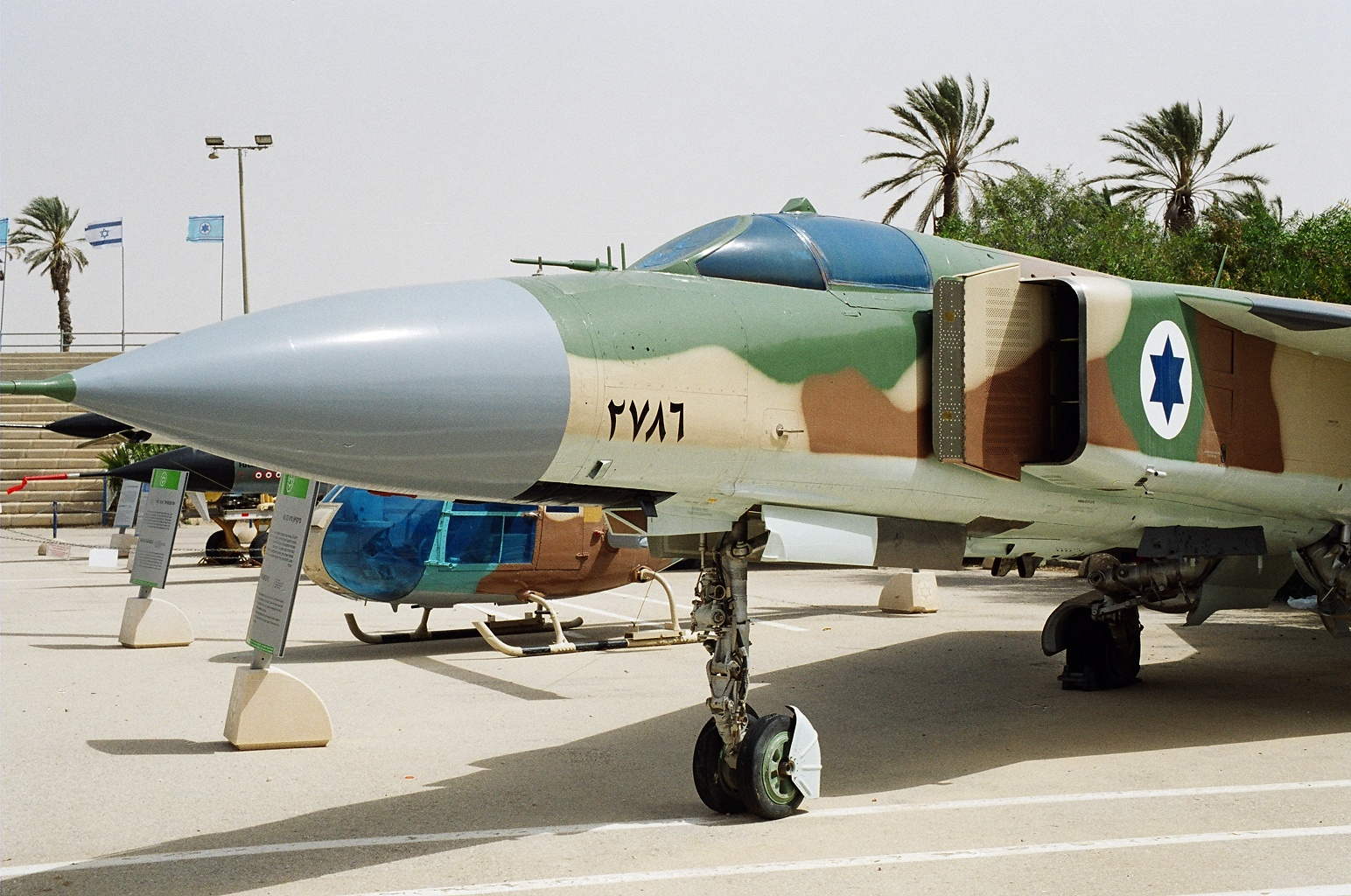
Ancien MiG-23 syrien au musée de l'armée de l'air israélienne

- Aérospatiale Gazelle - ancien appareil syrien, capturé en 1982.
- De Havilland Vampire - aux couleurs des Forces aériennes libanaises
- De Havilland Venom - aux couleurs de la Force aérienne irakienne
- Hawker Hunter - ancien appareil chilien (J-747, ex-XF445), aux couleurs de la Force aérienne royale jordanienne[3]
- Grumman TBM-3E Avenger - BuNo. 69355
- MiG-15 - ancien avion polonais, aux couleurs de la égyptienne.
- MiG-17
- MiG-21 - #007, aux couleurs de l'Opération Diamond
- MiG-21 - #339, variante biplace, acquise en 2011 par IAI via la Roumanie. Ancien avion malgache.
- MiG-23 - ancien avion syrien ayant fait défection en 1989.
- Mil Mi-24 - #4010, acquis en 2004[4]

### Épaves partielles

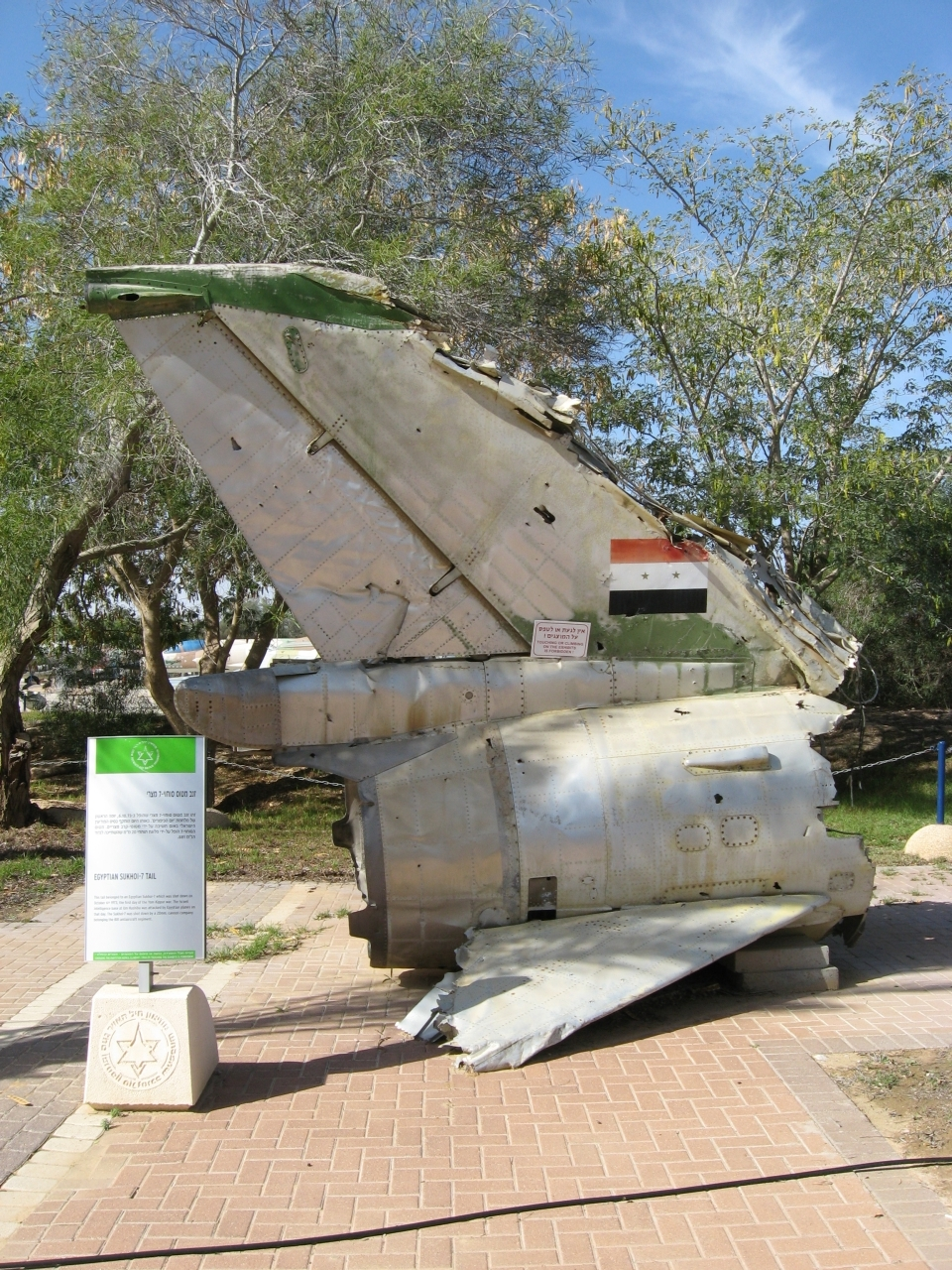
Queue d'un Su-7 égyptien abattu le 6 octobre 1973

- Bristol Beaufighter - restes d'un appareil israélien abattu en 1948, récupéré en 1994.
- De Havilland Mosquito
- Hiller 360
- MiG-17 - restes d'un appareil syrien abattu au-dessus du lac de Tibériade en 1966
- MiG-19 - queue d'un appareil égyptien abattu en 1967
- Noorduyn Norseman
- Soukhoi Su-7 - queue d'un appareil égyptien abattu pendant la guerre du Kippour
- Tupolev Tu-16 - restes d'un appareil irakien abattu en 1967